# Пекельні янголи
Янголи Пекла (англ. Hells Angels) — найбільший у світі мотоклуб байкерів із підрозділами по всьому світу. Входить, поряд з «Outlaws MC», «Pagans MC»  і «Bandidos MC», у так звану «Велику четвірку» outlaw-клубів і є найбільш відомим серед них.
Правоохоронні органи ряду країн називають клуб «бандою мотоциклістів» і звинувачують у торгівлі наркотиками, рекеті, торгівлі краденим тощо. Члени клубу стверджують, що є мирними ентузіастами мотоциклів, які об'єдналися для спільних мотопробігів, зборів і проведення громадських заходів. Відомо також що з 1994 по 2002 у провінції Квебек сталася хвиля насильства пов'язана із переділом сфер впливу у вуличній торгівлі наркотиками відома під назвою 'Квебекська байкерська війна', в якій загинуло близько 150 людей.

## Історія
За легендою, відображеної на офіційному сайті мотоклубу, в роки Другої світової війни в американських ВВС існувала 303-я ескадрилья важких бомбардувальників з назвою «Hell's Angels», названа так на честь улюбленого пілотами фільму режисера Говарда Г'юза «Ангели пекла». Після закінчення війни і розформування підрозділу ці льотчики залишилися безробітними — та зі свідомістю, що батьківщина їх зрадила й кинула напризволяще. Залишалося їм одне: піднятися проти своєї «жорстокої» країни, сісти на мотоцикли — та об'єднуватися в мотоклуби й бунтувати.
За однією з версій, членам двох мотоклубів — «Boozefighters» і «Pissed Off Bastards» (відомих по подіям в місті Холлістер, на основі яких пізніше був знятий фільм «Дикун»), припала до душі пропозиція ветерана ескадрильї «Ангели Пекла» Арвида «Oley» Ольсена об'єднатися і прийняти назву та емблему для свого клубу. Сталося це в 1953 році в Сан-Франциско. За іншою версією — першими стали називатися «Ангели пекла» група 13 чоловік з міста Сан-Бернардіно в 1955 році.
Згодом президент відділення байкерського клубу з Сан-Франциско Френк Седлік розробив офіційний логотип «Hells Angels MC» — череп із крилами; приблизно тоді ж офіційними кольорами клубу стали білий і червоний.
У 1960-х роках президентом філії в місті Окленд став Ralph Hubert Barger, відоміший як Сонні Баргер, який уперше зареєстрував бренд «Ангели Пекла» та символіку у вигляді черепа з крилами. За його головування байкери вперше стали регулярно здійснювати мотопробіг і платити членські внески. Завдяки харизматичності Баргера та природного таланту до піару, не тільки Оклендський чаптер, а й клуб «Ангели Пекла» в цілому став найвідомішим мотоклубом у світі.

## Галерея

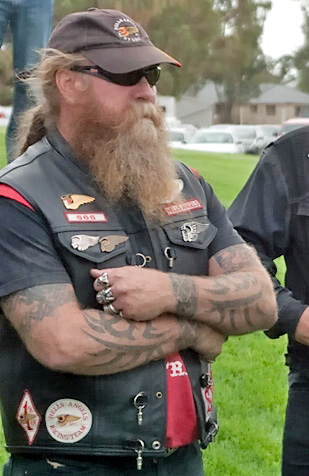
Байкер на зустрічі в Аделаїді в 2008 році
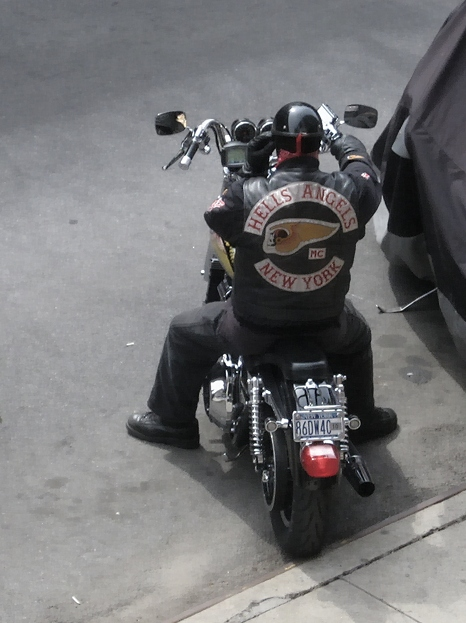
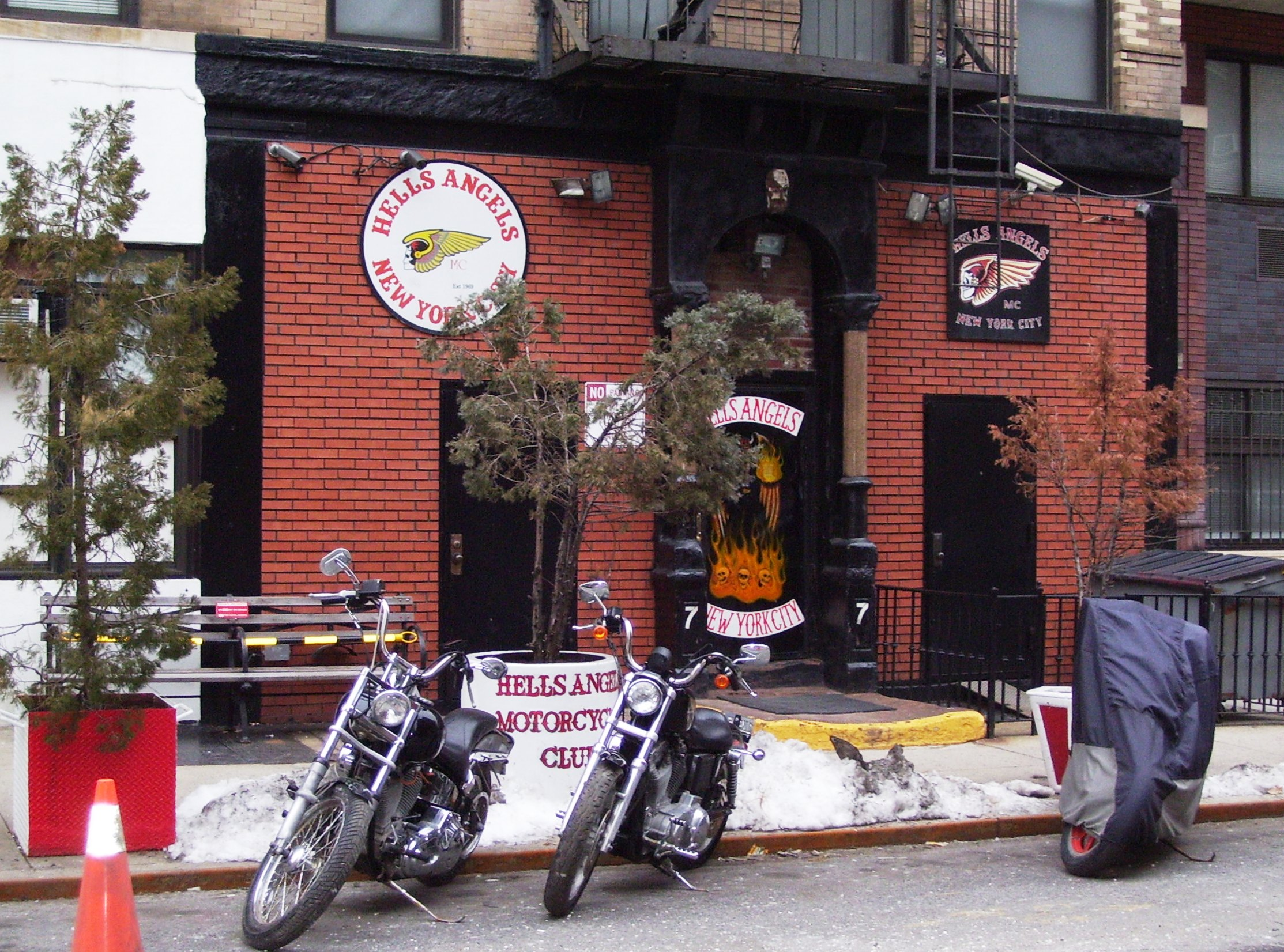
Байкерський клуб у Нью-Йорку, 2011